# Ventotene (île)
Ventotene est une petite île italienne d'origine volcanique, située au large de la Campanie, dans la mer Tyrrhénienne. Longue de trois kilomètres, sa largeur maximale est de 800 mètres et elle compte 633 habitants. Elle fait partie des Îles Pontines. Dans l'Antiquité, elle était connue sous le nom de Pandataria ou Pendateria (soit « Cinq bêtes » en grec), et au Moyen Âge, Ventatere. L'île est un lieu apprécié pour la pratique de la plongée sous-marine. Elle forme avec Santo Stefano une zone maritime protégée.

## Histoire
Les premières traces de peuplement remontent à l'âge du bronze.
Sous l'Empire romain, l'île, propriété de l'Empereur, a souvent servi de lieu d'exil pour des personnalités de rang impérial tombées en disgrâce. Ainsi en 2 av. J.-C. Auguste y assigna à résidence pendant cinq ans, dans sa luxueuse villa, sa propre fille Julia l'aînée, pour avoir violé une nouvelle loi sur la morale publique. En 29 ap. J.-C., ce fut le tour d'Agrippine l'aînée exilée ici par Tibère, d'Octavie la femme de Néron en 62, et plus tard de Flavie Domitille, petite fille de l'empereur Vespasien. Des vestiges archéologiques de cette période sont visibles sur l'île, notamment le vieux port creusé dans la roche et une villa du Ier siècle. Des citernes et des aqueducs ont aussi été alors creusés,afin de recueillir, décanter et conserver les eaux pluviales.
Le monument le plus visible de l'île est le château, en fait une tour-forteresse de deux étages à base carrée, édifiée en 1768. Il abrite aujourd'hui l'hôtel de ville et le musée.
Au XIXe siècle, Ventotene devient un centre de détention. Le pénitencier semi-circulaire de l'îlot voisin Santo Stefano est terminé en 1797 et compte 99 cellules de 4,50 m sur 4,20 m disposées sur trois niveaux autour d'une cour circulaire disposant d'un mirador central hexagonal, soit de quoi accueillir 600 prisonniers. On y compte cependant, en 1817, huit cents détenus. Quatre cents autres résident à Ventotene. À partir de 1870, seul Santo Stefano joue un rôle pénitentiaire. Gaetano Bresci, anarchiste ayant assassiné le roi Humbert Ier d'Italie en 1900, y fut détenu un an avant d'être pendu dans sa cellule.
Avec l'instauration du régime de Mussolini, les opposants au fascisme sont placés en résidence forcée dans un centre de détention construit sur l'île de Ventotene à partir de 1932. Le centre devient plus important après la fermeture de celui de Ponza en 1938. Treize baraquements sont alors construits avec une capacité de 700 places (ils seront détruits en 1980). Ils accueilleront plus de 800 prisonniers à partir de juin 1940. Les prisonniers y étaient enfermés la nuit, mais pouvaient circuler en semi-liberté dans le village dans la journée. La sécurité était assurée par 350 gardes, policiers et soldats. Le groupe le plus important parmi les prisonniers était celui des communistes, plus de 400. Les prisonniers furent libérés le 25 juillet 1943. Parmi eux, on peut noter Sandro Pertini, Luigi Longo, Umberto Terracini, Pietro Secchia, Eugenio Colorni, Altiero Spinelli, Ernesto Rossi. Ce furent ces deux derniers qui écrivirent sur l'île, au printemps 1941, un "Manifeste" pour l'Europe unie (Per un'Europa libera e unita. Progetto d'un manifesto) qui a contribué au lancement d'un mouvement en faveur du fédéralisme européen. Altiero Spinelli fut enterré en 1986 dans le cimetière de Ventotene et un séminaire de formation fédéraliste se tient dans l'île chaque année début septembre.
Après la période fasciste, le centre de détention de Ventotene ferme, mais Santo Stefano reste une prison pour les prisonniers de droit commun et le restera jusqu'à sa fermeture le 2 février 1965.

## Photographies
|                                           |
| Le village vu de la rampe venant du port. |

|                                           |
| La tour-forteresse et la Piazza Castello. |

## Cinéma
L'île est le lieu de tournage du film Marcello Marcello de Denis Rabaglia, sorti en 2008.